# Bachkir
Cet article concerne la langue bachkire. Pour le peuple bachkir, voir Bachkirs.
Le bachkir ou bachkort (башҡорт теле, başqort tele [bɑʂ.ˌqʊ̞rt.tɪ̞ˈlɪ̞]) est une langue appartenant au groupe turc de la famille des langues altaïques parlée principalement en Russie, notamment dans la République de Bachkirie où c’est une langue officielle.

## Situation sociolinguistique

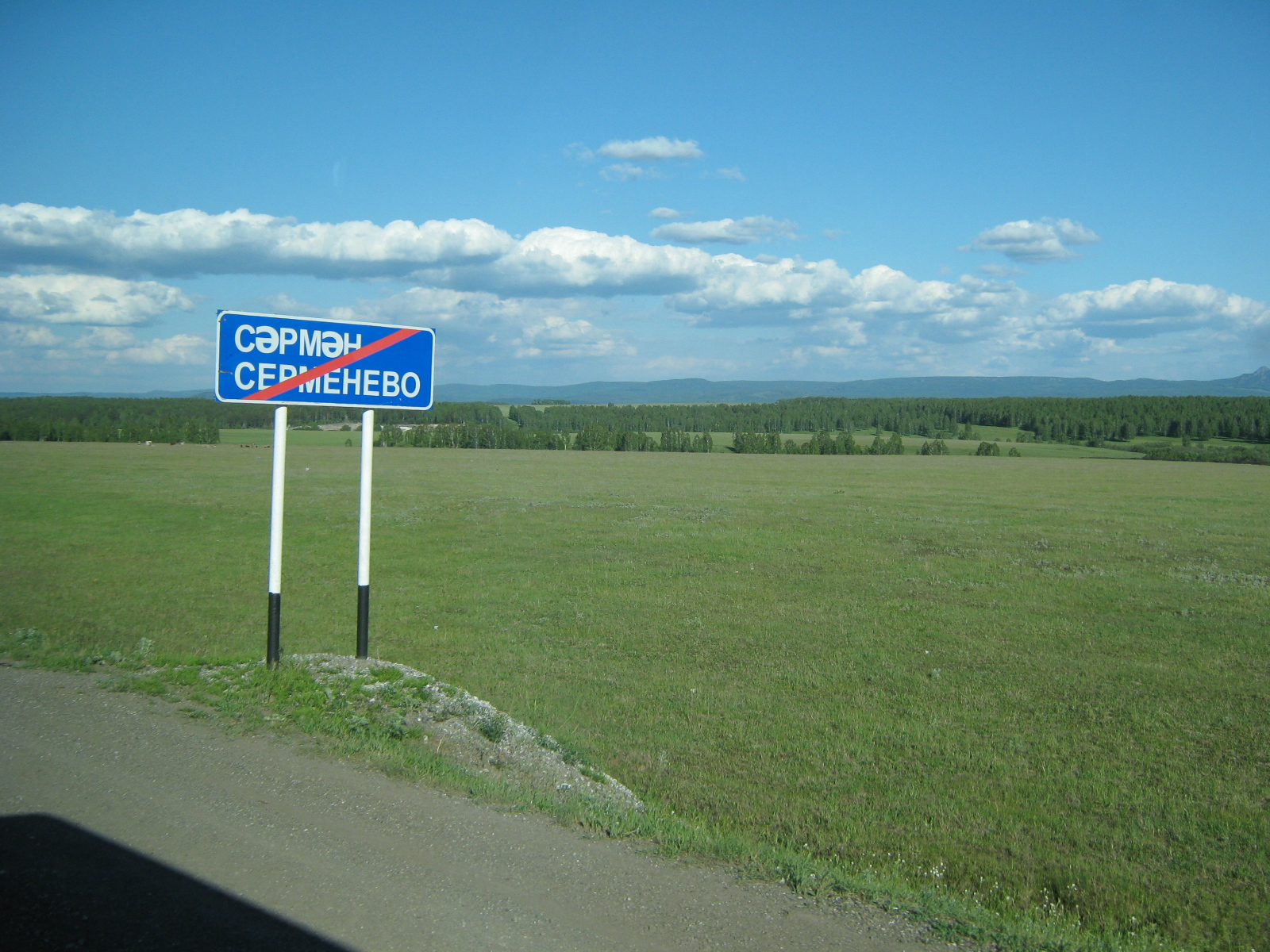
Signalisation bilingue (bachkir/russe) à Sermenevo, en Bachkirie.

Au recensement de 2010 en Russie, 1 152 404 personnes ont indiqué qu’elles parlaient le bachkir, dont 977 484 Bachkirs (soit 62 % des 1 584 554 qui se sont déclarés bachkirs) et 131 950 Tatars. La plupart d’entre eux vivent en Bachkirie : 935 810, soit 23 % de sa population.
On trouve également des locuteurs les républiques voisines du Tatarstan et d’Oudmourtie ainsi que dans le kraï (territoire) de Perm et dans les oblasts (provinces) de Tcheliabinsk, Orenbourg, Sverdlovsk et Kourgan. Par ailleurs, d'importantes minorités bachkires vivent au Kazakhstan et en Ouzbékistan.

## Histoire
Bien qu'originellement finno-ougriennes, les tribus bachkires adoptèrent la langue des Bulgares de la Volga (680–1237). Après l'invasion turco-mongole, c'est la langue kipchak qui devint prédominante, car c'était celle du plus grand nombre de tribus de la Horde d'or.
Le bachkir moderne, tout comme le tatar dont il est proche, est issu de cette langue kipchak, qui a donné naissance à une branche de la famille linguistique turque. Il possède de nombreux dialectes. Le tatar, utilisé par les Bachkirs comme langue écrite jusqu'au XVe siècle, a été remplacé dans ce rôle jusqu'en 1923 par le tchaghataï.

## Écriture

### Une langue écrite récente

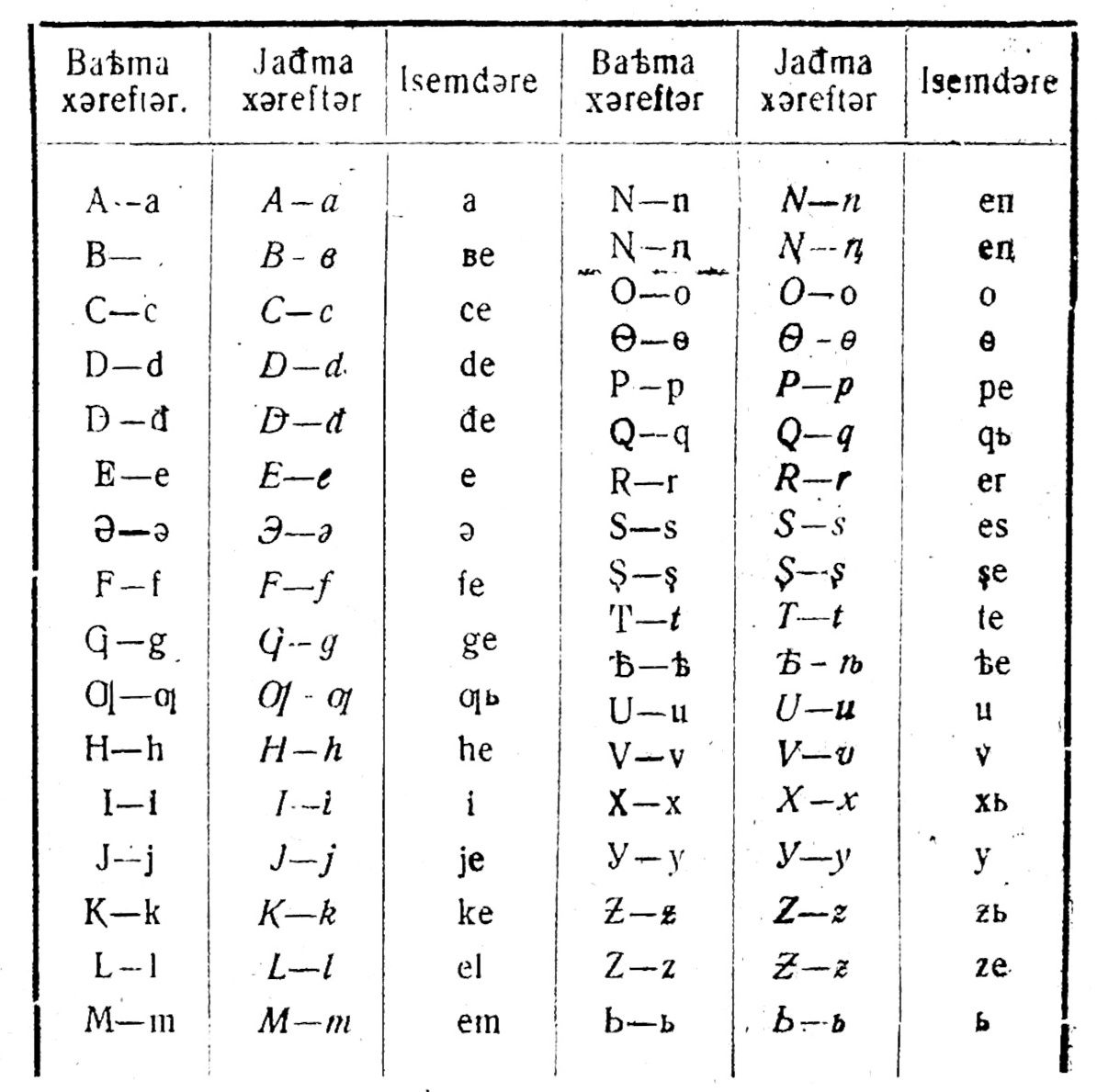
Alphabet bachkir latin en 1934.

L'alphabet utilisé, aussi bien avec le tatar qu'avec le tchaghataï, était l'alphabet arabe.
En 1923, un système d'écriture propre au bachkir fut spécialement créé. C'est le dialecte kuvakan qui a servi de base au nouveau langage écrit. L'alphabet arabe modifié originellement utilisé fut remplacé en 1930 par l'adaptation turque de l'alphabet latin, le Yanalif avec quelques lettres additionnelles comme le d barré đ et le iat ѣ. Cette alphabet latin est à son tour remplacé en hiver 1938 par une adaptation bachkire de l'alphabet cyrillique.
Bien que l’alphabet cyrillique soit normalement utilisé, certains auteurs utilisent l’alphabet latin pour la translitération ou comme alphabet de substitution. Les lettres additionnelles sont alternativement ‹ ä, ö, ü, ı, i, ç, ş, ğ, ź, q, ñ, ś, x › comme dans certains articles d’Azlatiq Radiosı écrits avec un alphabet latin basé sur l’Alphabet turcique uniforme, ou ‹ ĕ, ö, ü, ı, i, ç, ş, ġ, ź, ḳ, ñ, ṡ, ḫ › utilisés par Mustafa Öner ou par Murat Özşahin dans un dictionnaire bachkir turc  publié en 2017.

### Alphabet bachkir

Disposition de clavier bachkire

L’alphabet bachkir actuel comprend les lettres de l’alphabet russe, auxquelles ont été ajoutées les lettres suivantes : Ә, Ө, Ү, Ғ, Ҙ, Ҡ, Ң, Ҫ, Һ.
| Lettre        | Transcription | Prononciation (API)        |
| ------------- | ------------- | -------------------------- |
| А а (а)       | a             | [ɑ]                        |
| Б б (бэ)      | b             | [b]                        |
| В в (вэ)      | w, v          | [w], [v] dans les emprunts |
| Г г (гэ)      | g             | [ɡ]                        |
| Ғ ғ (ғы)      | ğ             | [ɣ]                        |
| Д д (дэ)      | d             | [d]                        |
| Ҙ ҙ (ҙ)       | ź             | [ð]                        |
| Е е (йе)      | e, ye         | [e~ɪ], [je]                |
| Ё ё (йо)      | yo            | [jo]                       |
| Ж ж (жэ)      | j             | [ʒ]                        |
| З з (зэ)      | z             | [z]                        |
| И и (и)       | i             | [i]                        |
| Й й (ҡыҫҡа и) | y             | [j]                        |
| К к (ка)      | k             | [k]                        |
| Ҡ ҡ (ҡы)      | q             | [q]                        |
| Л л (эл)      | l             | [l]                        |
| М м (эм)      | m             | [m]                        |
| Н н (эн)      | n             | [n]                        |
| Ң ң (эң)      | ñ             | [ŋ]                        |
| О о (о)       | o             | [o]                        |
| Ө ө (ө)       | ö             | [ø]                        |
| П п (пэ)      | p             | [p]                        |
| Р р (эр)      | r             | [r]                        |
| С с (эс)      | s             | [s]                        |
| Ҫ ҫ (ҫэ)      | ś             | [θ]                        |
| Т т (тэ)      | t             | [t]                        |
| У у (у)       | u             | [u]                        |
| Ү ү (ү)       | ü             | [y]                        |
| Ф ф (эф)      | f             | [f]                        |
| Х х (ха)      | x             | [x]                        |
| Һ һ (һа)      | h             | [h]                        |
| Ц ц (цэ)      | ts            | [t͡s]                       |
| Ч ч (чэ)      | ç             | [t͡ʃ]                       |
| Ш ш (ша)      | ş             | [ʃ]                        |
| Щ щ (ща)      | şç            | [ɕ]                        |
| Ъ ъ           |               | [ʔ]                        |
| Ы ы (ы)       | ı             | [ɯ]                        |
| Ь ь           |               | [ʲ]                        |
| Э э (э)       | e             | [e~ɪ]                      |
| Ә ә (ә)       | ä             | [æ]                        |
| Ю ю (йу)      | yu            | [ju]                       |
| Я я (йа)      | ya            | [ja]                       |

Les lettres Ц, Ч, Щ et Ь sont surtout utilisées dans les mots d’origine russe.

## Prononciation

### Harmonie vocalique
L’harmonie vocalique, typique des langues turques, est présente en bachkir. Selon ce principe, les voyelles sont réparties en deux classes (antérieures et postérieures) et un même mot ne peut normalement contenir que des voyelles d’une seule classe.
| Voyelles antérieures | Voyelles postérieures |
| -------------------- | --------------------- |
| е/э /e/              | ы /ɯ/                 |
| ү /y/                | у /u/                 |
| ө /ø/                | о /o/                 |
| ә /æ/                | а /a/                 |

La voyelle и i ne fait pas partie d’une paire.
Pour pouvoir respecter l’harmonie vocalique, les suffixes ont souvent plusieurs formes : бала (bala, « enfant ») et кеше (keşe, « personne ») deviennent respectivement au pluriel балалар (balalar) et кешеләр (keşelär).
Il existe des exceptions à l’harmonie vocalique, principalement emprunts récents, tels que республика (respublika, « république »), emprunté au russe.

### Accent tonique
L’accent tonique tombe généralement sur la dernière syllabe des mots, mais il y a des exceptions :
- Les pronoms interrogatifs sont accentués sur la première syllabe : ҡайҙа (qayźa, « où »).
- Les verbes à la deuxième personne de l’impératif sont accentués sur la première syllabe : һөйләгеҙ (höylägeź, « parlez »).
- Certains suffixes (entre autres les suffixes de négation, interrogatifs et prédicatifs) ne sont jamais accentués, et on accentue alors la syllabe précédente : йоҡлама (yoqlama, « ne dors pas »).
- La place de l’accent tonique des mots étrangers est conservée : алгебра (algebra, « algèbre », également accentué sur la première syllabe en russe).

## Grammaire
Le bachkir, comme les autres langues turques, est une langue agglutinante, c’est-à-dire qu’il utilise de nombreux affixes là où le français emploie souvent plusieurs mots. Il n’a pas de genre grammatical mais il différencie le singulier et le pluriel.
On distingue les classes grammaticales suivantes en bachkir :
1. substantif (исем, isem),
2. adjectif (сифат, sifat),
3. numéral (һан, han),
4. pronom (алмаш, almaş),
5. adverbe (рәүеш, räweş),
6. verbe (ҡылым, qılım),
7. postposition (бәйләүес, bäyläwes),
8. conjonction (теркәүес, terkäwes),
9. particule (киҫәксә, kiśäksä),
10. interjection (ымлыҡ, ımlıq),
11. particule modale (мөнәсәбәт һүҙ, mönäsäbät hüź).

Les substantifs et les pronoms se déclinent selon six cas :
1. nominatif (төп килеш, töp kileş),
2. génitif (эйәлек килеш, eyälek kileş),
3. datif (төбәү килеш, töbäw kileş),
4. accusatif (төшөм килеш, töşöm kileş),
5. locatif (урын-ваҡыт килеш, urın-waqıt kileş),
6. ablatif (сығанаҡ килеш, sığanaq kileş).

### Substantifs

#### Pluriel
Le pluriel est indiqué par le suffixe -lar. En raison de l’harmonie vocalique et de l’assimilation, il peut prendre huit formes différentes :
- -лар, -ләр après а, ә, ы, е, о, ө, я ;
- -дар, -дәр après л, м, н, ң, з, ж ;
- -тар, -тәр après б, в, г, д, к, ҡ, п, с, ҫ, т, ф, х, һ, ц, ч, ш, щ ;
- -ҙар, -ҙәр après ҙ, й, р, у, ү, и, ю.

Par exemple :
- алма (alma, « pomme ») → алмалар (almalar, « pommes ») ;
- һүҙ (hüź, « mot ») → һүҙҙәр (hüźźär, « mots ») ;
- китап (kitap, « livre ») → китаптар (kitaptar, « livres »).

Après un numéral, le nom reste au singulier : бер алма (« une pomme »), ике алма (« deux pommes »).

#### Suffixes possessifs
En bachkir, la possession est indiquée par un suffixe qui s’ajoute à l’objet possédé. Il se place après le suffixe du pluriel, le cas échéant.
| Nombre    | Personne | Après une voyelle      | Après une consonne         |
| --------- | -------- | ---------------------- | -------------------------- |
| Singulier | 1re      | -м                     | -ым, -ем, -ом, -өм         |
| Singulier | 2e       | -ң                     | -ың, -ең, -оң, -өң         |
| Singulier | 3e       | -һы, -һе, -һо, -һө     | -ы, -е, -о, -ө             |
| Pluriel   | 1re      | -быҙ, -беҙ, -боҙ, -бөҙ | -ыбыҙ, -ебеҙ, -обоҙ, -өбөҙ |
| Pluriel   | 2e       | -ғыҙ, -геҙ, -ғоҙ, -гөҙ | -ығыҙ, -егеҙ, -оғоҙ, -өгөҙ |
| Pluriel   | 3e       | -һы, -һе, -һо, -һө     | -ы, -е, -о, -ө             |

Par exemple :
- күҙ (küź, « œil ») → күҙем (küźöm, « mon œil ») ;
- ҡул (qul, « main ») → ҡулың (quloñ, « ta main ») ;
- ғаилә (ğailä, « famille ») → ғаиләһе (ğailähe, « sa famille ») ;
- дуҫ (duś, « ami ») → дуҫтарыбыҙ (duśtarıbıź, « nos amis »).

#### Cas
Les cas sont indiqués par des suffixes attachés aux noms. Ces suffixes ont eux aussi plusieurs formes, selon l’harmonie vocalique et la dernière lettre du mot. Les suffixes de cas se placent, le cas échéant, après le suffixe du pluriel et le suffixe possessif.
| Précédé par | а, ә, ы, е, о, ө, я    | з, ж, л, м, н, ң       | ҙ, р, у, ү, й, и, ю    | б, в, г, д, к, ҡ, п, с, ҫ, т, х, һ, ц, ч, ш, щ |
| ----------- | ---------------------- | ---------------------- | ---------------------- | ---------------------------------------------- |
| Nominatif   | —                      | —                      | —                      | —                                              |
| Génitif     | -ның, -нең, -ноң, -нөң | -дың, -дең, -доң, -дөң | -ҙың, -ҙең, -ҙоң, -ҙөң | -тың, -тең, -тоң, -төң                         |
| Datif       | -ға, -гә               | -ға, -гә               | -ға, -гә               | -ҡа, -кә                                       |
| Accusatif   | -ны, -не, -но, -нө     | -ды, -де, -до, -дө     | -ҙы, -ҙе, -ҙо, -ҙө     | -ты, -те, -то, -тө                             |
| Locatif     | -ла, -лә               | -да, -дә               | -ҙа, -ҙә               | -та, -тә                                       |
| Ablatif     | -нан, -нән             | -дан, -дән             | -ҙан, -ҙән             | -тан, -тән                                     |

| Sens      | « montagne » | « chien » | « ville » | « jour » |
| --------- | ------------ | --------- | --------- | -------- |
| Nominatif | тау          | эт        | ҡала      | көн      |
| Génitif   | тауҙың       | эттең     | ҡаланың   | көндөң   |
| Datif     | тауға        | эткә      | ҡалаға    | көнгә    |
| Accusatif | тауҙы        | этте      | ҡаланы    | көндө    |
| Locatif   | тауҙа        | эттә      | ҡалала    | көндә    |
| Ablatif   | тауҙан       | эттән     | ҡаланан   | көндән   |

### Pronoms

#### Pronoms personnels
Le bachkir a six pronoms personnels. Ils se déclinent comme les noms, mais présentent quelques irrégularités.
| Nombre    | Singulier | Singulier | Singulier | Pluriel | Pluriel | Pluriel |
| Personne  | 1re       | 2e        | 3e        | 1re     | 2e      | 3e      |
| --------- | --------- | --------- | --------- | ------- | ------- | ------- |
| Nominatif | мин       | һин       | ул        | беҙ     | һеҙ     | улар    |
| Génitif   | минең     | һинең     | улың      | беҙҙең  | һеҙҙең  | уларҙың |
| Datif     | миңә      | һиңә      | уға       | беҙгә   | һеҙгә   | уларға  |
| Accusatif | мине      | һине      | улы       | беҙҙе   | һеҙҙе   | уларҙы  |
| Locatif   | миндә     | һиндә     | унда      | беҙҙән  | һеҙҙән  | уларҙан |
| Ablatif   | минән     | һинән     | унан      | беҙҙә   | һеҙҙә   | уларҙа  |

### Adjectifs
Les adjectifs bachkirs se placent avant le nom et ils ne s’accordent pas.
La forme comparative des adjectifs se forme à l’aide du suffixe -раҡ, -рәк (après une voyelle), -ыраҡ, -ерәк, -ораҡ, -өрәк (après une consonne) : яҡшы (yaqşı, « bon ») → яҡшыраҡ (yaqşıraq, « meilleur »). Si l’adjectif se termine par к, ҡ ou п, ceux-ci sont remplacés respectivement par г, ғ et б : шәп (şäp, « rapide ») → шәберәк (şäberäk, « plus rapide »).
Le superlatif se forme avec le mot иң placé avant l’adjectif : иң оҙон йылға (iñ oźon yılğa, « la plus longue rivière »).

### Numéraux
| 1   | 2      | 3    | 4    | 5    | 6      | 7     | 8      | 9      |
| --- | ------ | ---- | ---- | ---- | ------ | ----- | ------ | ------ |
| бер | ике    | өс   | дүрт | биш  | алты   | ете   | һигеҙ  | туғыҙ  |
| 10  | 20     | 30   | 40   | 50   | 60     | 70    | 80     | 90     |
| ун  | егерме | утыҙ | ҡырҡ | илле | алтмыш | етмеш | һикһән | туҡһан |
| 100 | 1 000  |      |      |      |        |       |        |        |
| йөҙ | мең    |      |      |      |        |       |        |        |

Les nombres intermédiaires se forment en juxtaposant les numéraux, par exemple 74681 : етмеш дүрт мең алты йөҙ һикһән бер (yetmeş dürt meñ altı yöź hikhän ber).
Les ordinaux sont formés avec le suffixe -нсы/-нсе/-ынсы/-енсе/-өнсө : беренсе (1er), дүртенсе (4e), ҡырҡ туғыҙынсы (49e).

## Exemples
| Français | Bachkir | Transcription |
| -------- | ------- | ------------- |
| terre    | ер      | /jer/         |
| ciel     | күк     | /kyk/         |
| eau      | һыу     | /hɪw/         |
| feu      | ут      | /ut/          |
| homme    | ир      | /ir/          |
| femme    | ҡатын   | /qatın/       |
| manger   | ашау    | /aʃau/        |
| boire    | эсеү    | /eseu/        |
| grand    | ҙур     | /ður/         |
| petit    | бәләкәй | /bælækæj/     |
| nuit     | төн     | /tøn/         |
| jour     | көн     | /køn/         |